# Geogryllus arndti
Geogryllus arndti is een rechtvleugelig insect uit de familie krekels (Gryllidae). De wetenschappelijke naam van deze soort werd voor het eerst geldig gepubliceerd in 1964 door Barbara Rae Randell.